# Russische All-Militärische Union
Die Russische All-Militärische Union (russisch Русский общевоинский союз (РОВС) / Russki obschtschewoinski sojus (ROWS), wiss. Transliteration Russkij obščevoinskij sojuz (ROVS)) ist eine patriotisch-monarchistische Organisation der Weißen Bewegung gegen die Bolschewiki und Sowjetrussland. Die ROWS wurde am 1. September 1924 im Königreich Jugoslawien als Nachfolgerin der Weißen Armee von General Pjotr Nikolajewitsch Wrangel gegründet.

## Geschichte

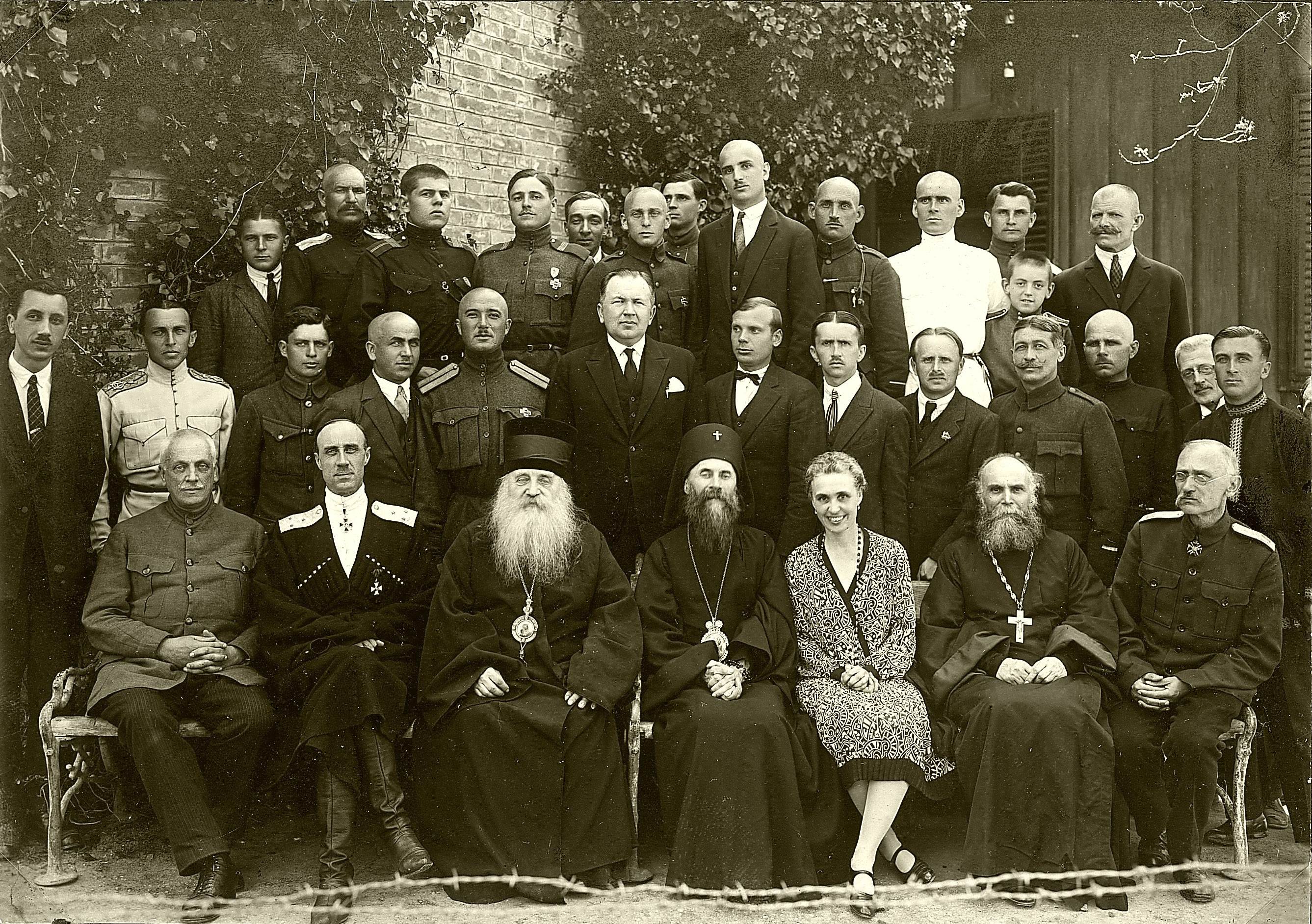
Pjotr Wrangel mit Gattin, dem Metropoliten Antonius (Chrapowizki), weiteren Würdenträgern der Orthodoxen Kirche und anderen russischen Emigranten aus der ROWS im Jahr 1927 in Jugoslawien.

Die ROWS, anfangs die Massenorganisation russischer Emigranten, zählte zur Zeit ihrer Gründung um die hunderttausend Mitglieder. Der Stab hatte seinen Sitz in Paris. Ableger gab es in den Ländern Europas sowie in Südamerika, den USA und in China.
Von 1936 bis 1939 kämpften ROWS-Mitglieder in Spanien gegen die Volksfront und in China gegen die Volksbefreiungsarmee.
Vor dem Zweiten Weltkrieg waren die Kommandeure der ROWS prädestinierte ausländische Angriffsziele der GPU. 1930 wurden Alexander Pawlowitsch Kutepow und 1937 Jewgeni Karlowitsch Miller nach Moskau entführt und dort hingerichtet. Während des Zweiten Weltkrieges verhielt sich die ROWS weitgehend neutral und wartete vergeblich auf eine unabhängige russische Befreiungsarmee. 
Die Mitglieder der ROWS betrachten den slawophilen, konservativen Monarchisten Iwan Iljin († 1954) als ihren Ideologen. In seinem umfänglichen Werk erscheinen Bezüge zu Fichte, Hegel, Stirner und Puschkin.
1992 wurde die ROWS in Russland aktiv. Mitte der 1990er Jahre zerstritt sich die ROWS über die Frage, ob sie überhaupt noch nötig sei, nachdem die Sowjetunion zerfallen und die Kommunisten in der Heimat nicht mehr an der Macht waren. Die Mehrheit der Mitglieder verneinte die Frage. Demgemäß wurde bei einer Abstimmung im Jahre 2000 mit großer Mehrheit die Auflösung der ROWS beschlossen. Eine kleine Minderheit, vor allem in Russland lebende Mitglieder, wollte die Entscheidung nicht akzeptieren. So existiert die ROWS in Russland heute noch. Ihr Kommandeur ist Hauptmann Igor Borissowitsch Iwanow.

## Veröffentlichungen
Часовой (La Sentinelle) (Tschassowoi / Der Posten), die Monatszeitschrift der ROWS, erschien bis 1988 in Paris und Brüssel in russischer Sprache. Der Almanach Вестник РОВС (Westnik ROWS / ROWS-Zeitung) thematisiert Probleme der antikommunistischen Bewegung, die Geschichte und die Ideologie der Kaiserlich Russischen Armee, der Weißen Bewegung und der russischen Weißen Emigration.

## Bekannte Kommandeure und Mitglieder
- Generalleutnant Baron Pjotr Nikolajewitsch Wrangel
- Großfürst Nikolai Nikolajewitsch Romanow
- Generalleutnant Alexander Pawlowitsch Kutepow
- Generalleutnant Jewgeni Karlowitsch Miller
- Generalmajor Nikolai Wladimirowitsch Skoblin
- Generalmajor Michail Konstantinowitsch Diterichs
- Iwan Alexandrowitsch Iljin
- Generalmajor Alexei Alexandrowitsch von Lampe